# Jägermeister

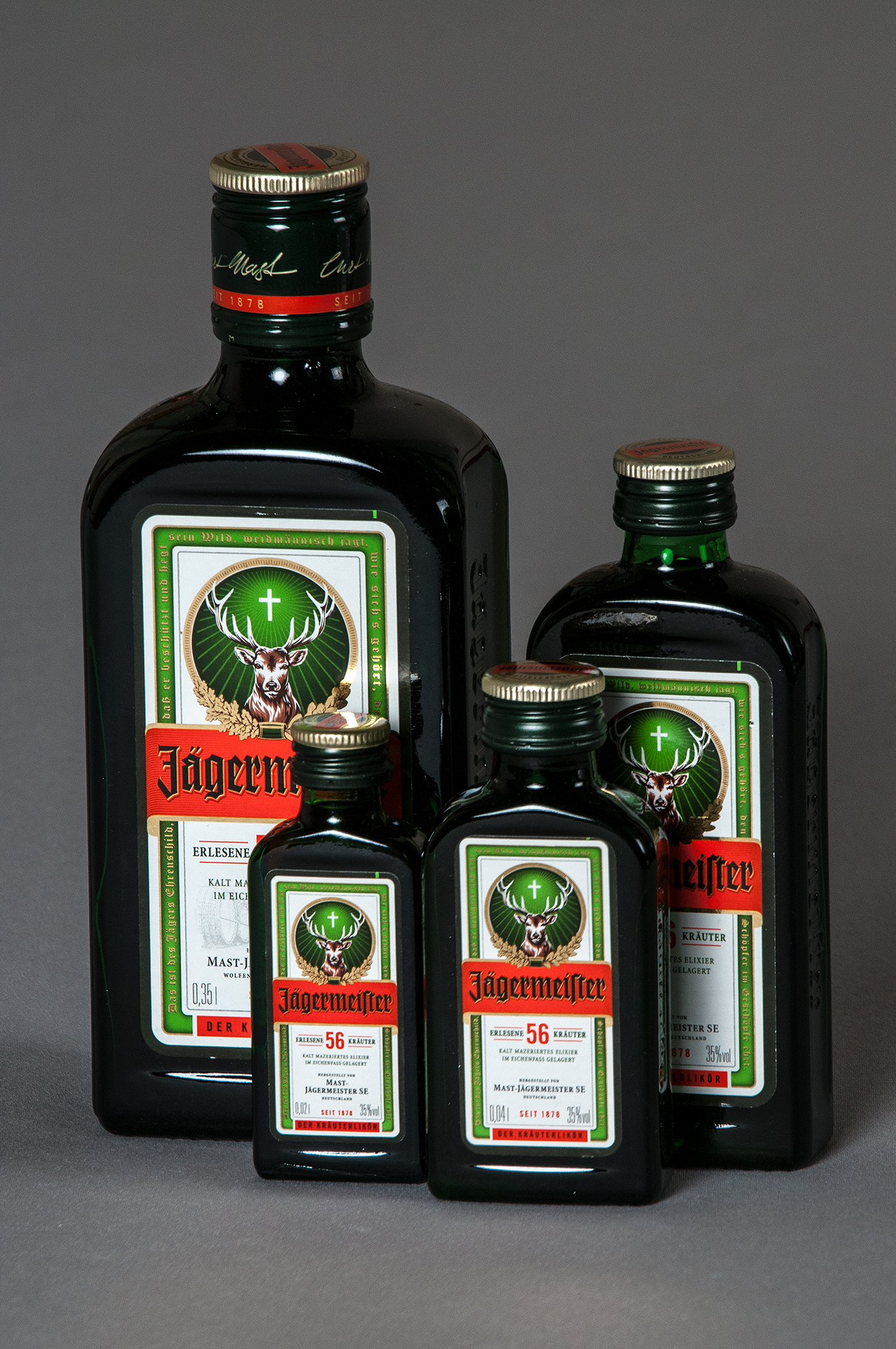
Flaschen mit 0,35 / 0,1 / 0,04 / 0,02 Liter Inhalt

Jägermeister ist ein Kräuterlikör, der im niedersächsischen Wolfenbüttel hergestellt und abgefüllt wird. Dort befindet sich auch der Stammsitz des Unternehmens Mast-Jägermeister SE. Weitere Abfüllanlagen gibt es im sächsischen Kamenz.
Jägermeister enthält 35 % vol. Alkohol. Häufig sind Longdrinks mit Orangensaft, Cola, Energydrinks, Tonic Water, Eistee und weiteren Softdrinks, seltener wird mit Kakao oder Milch kombiniert oder der Kräuterlikör als eine von mehreren Zutaten für Cocktails verwendet.

## Herstellung

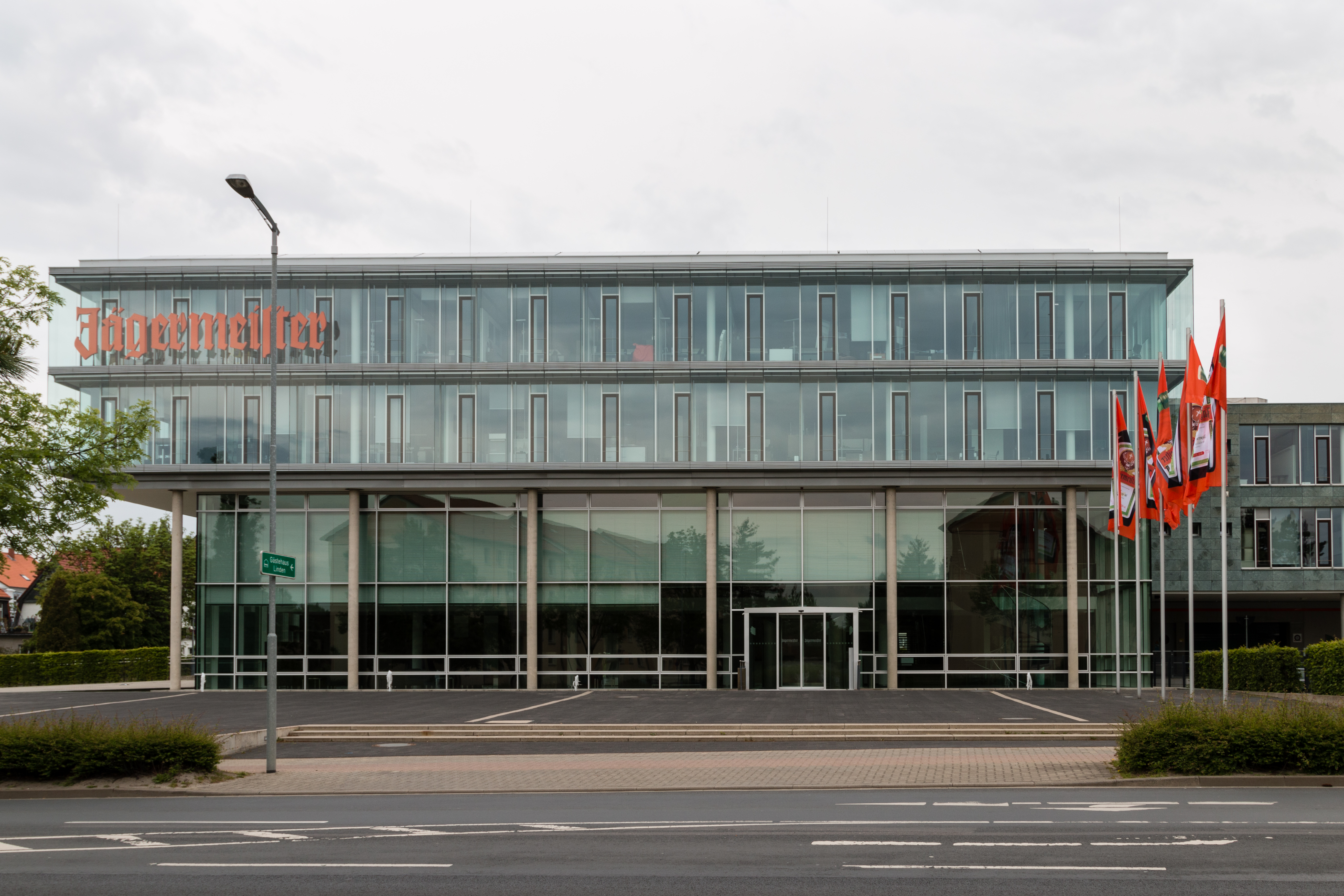
Jägermeister-Unternehmensgebäude in Wolfenbüttel

Das Rezept für den Likör gibt es seit 1934; im Jahr darauf wurde das Produkt auf dem deutschen Markt eingeführt.
Seit Anfang der 1970er Jahre wird Jägermeister exportiert – heute in über 130 Staaten der Erde. Jägermeister kann den größeren Absatzanteil im Ausland verbuchen, ist aber auch auf dem deutschen Markt erfolgreich. Im Jahr 2016 wurden weltweit 7,1 Millionen 9-Liter-Einheiten abgesetzt, was den Kräuterlikör zum einzigen deutschen Vertreter unter den Top-25-Premium-Spirituosenmarken der westlichen Welt machte.
In Wolfenbüttel wird Jägermeister hergestellt und abgefüllt und danach in die ganze Welt exportiert. Nur in Österreich gab es bis 2020 mit der Destillerie Bauer einen Lizenznehmer, der Jägermeister in Graz abfüllte. Der Grundstoff, also das Gemisch aus allen 56 Kräutern, wird im Wolfenbütteler Stammwerk hergestellt. Danach werden noch Ethylalkohol landwirtschaftlichen Ursprungs (Neutralalkohol), Zucker und Wasser hinzugefügt, und der fertige Likör wird abgefüllt.
Bekannte Kräuter:
- Süßholz
- Sternanis
- Zimt
- Orangenschale
- Bitterorange
- Ingwerwurzel
- Galgantwurzel
- Chiretta
- Gewürznelke
- Macis
- grüner Kardamom
- Lavendel
- Kamille
- Ysop
- Koriander
- Safran
- Wacholder
- Ginseng
- Mohnsamen

## Produkt- und Firmenlogo

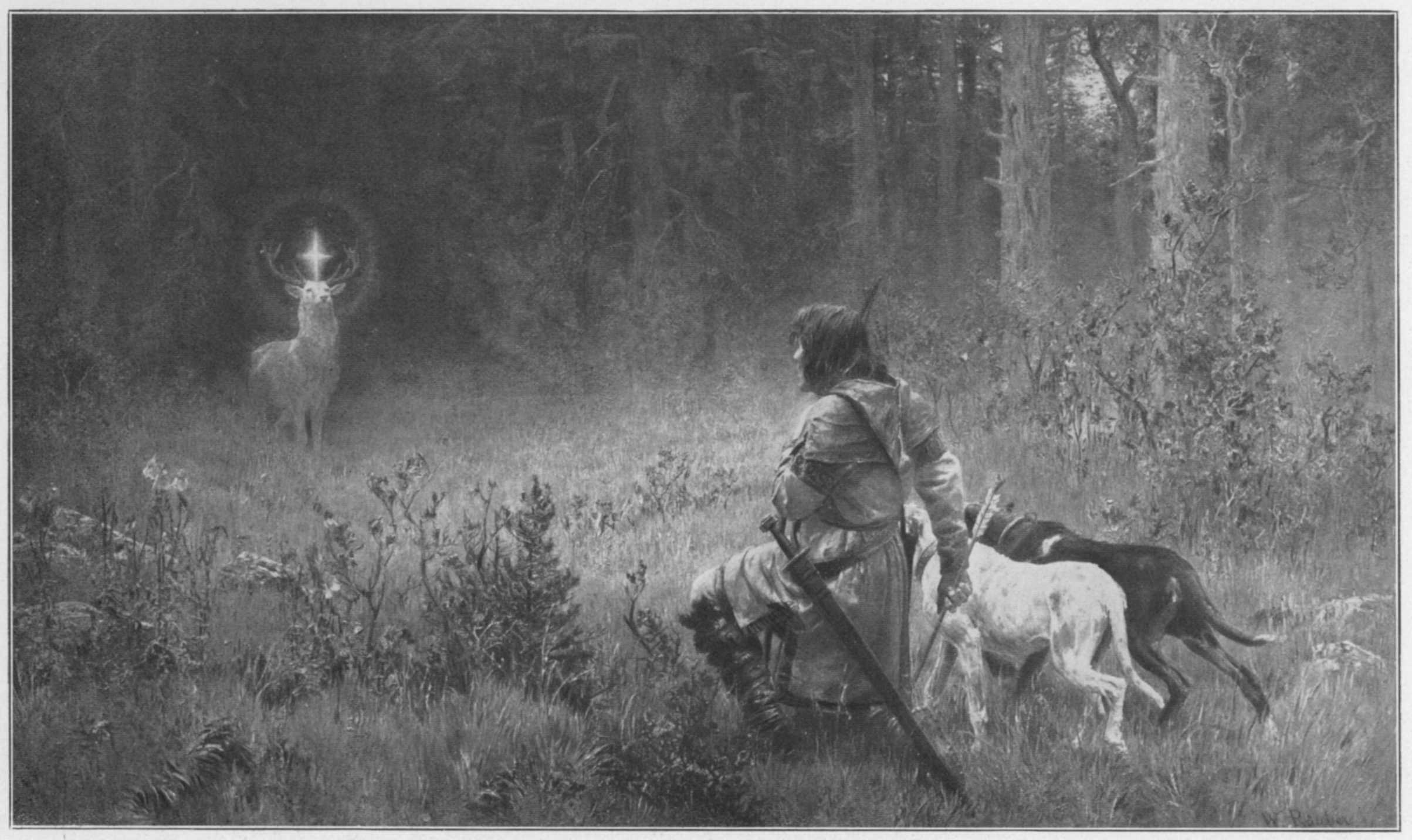
Die Bekehrung des heiligen Hubertus, Gemälde von Wilhelm Räuber, 1849–1926

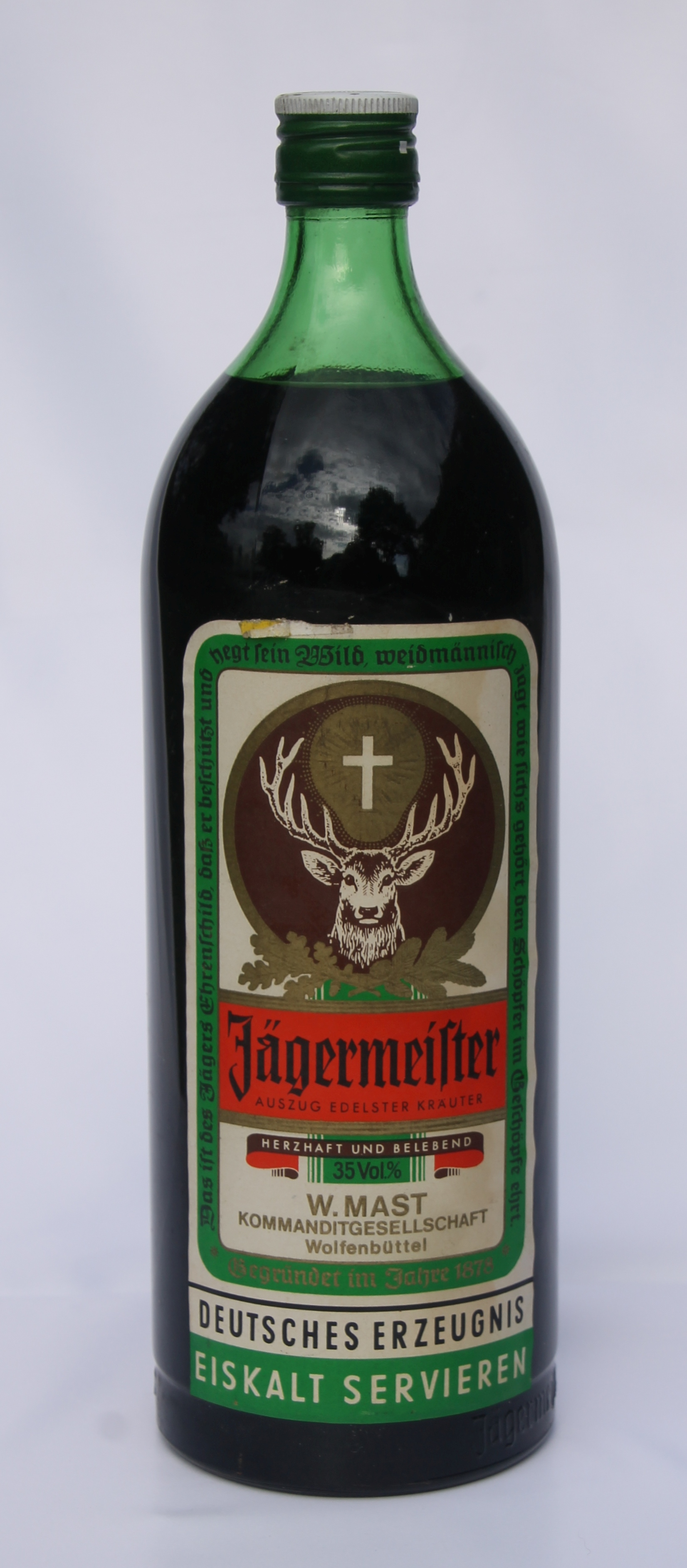
Die runde Literflasche wurde in Deutschland zwischen 1954/55 und 1996 angeboten. Die abgebildete Flasche stammt aus dem Zeitraum zwischen 1970 und 1981.

Das Jägermeister-Logo bezieht sich auf den Schutzpatron der Jagd, den hl. Hubertus von Lüttich, und zeigt den Kopf eines Hirschs mit einem leuchtenden Kreuz zwischen den Sprossen seines Geweihes. Auf dem Etikett der Flasche befindet sich folgendes Gedicht Oskar von Riesenthals (1830–1898):

„Das ist des Jägers Ehrenschild,

dass er beschützt und hegt sein Wild,

weidmännisch jagt, wie sich’s gehört,

den Schöpfer im Geschöpfe ehrt.“

## Namensgebung
Der Begriff Jägermeister existiert als Berufsbezeichnung schon mehrere Jahrhunderte. Er wurde mit dem Reichsjagdgesetz von 1934 in Deutschland neu eingeführt und bezeichnete Forst- und Jagdaufsichtsbeamte (siehe auch Flaggen des Reichsbundes Deutsche Jägerschaft). Als 1935 der Likör auf den Markt kam, klang der Name bereits vertraut. Curt Mast, der Erfinder des Jägermeister-Kräuterlikörs, war selbst begeisterter Jäger. Auch deshalb lag die Namensgebung nahe. Da seit Juli 1934 Hermann Göring als Reichsjägermeister amtierte, dem alle Landes-, Gau- und Kreisjägermeister unterstanden, er also der oberste „Jägermeister“ war, wurde der Likör früher gelegentlich „Göring-Schnaps“ genannt. Die Nachfahren des damaligen Unternehmensinhabers hüllen sich zu den genaueren Umständen der Namensgebung in Schweigen.
Der ehemalige Geschäftsführer Günter Mast, ein Neffe des damaligen Geschäftsführers Curt Mast, äußerte sich wie folgt:

„Es kann kein Zweifel darüber bestehen, dass mein Onkel Curt Mast zu denjenigen Personen gehört, die es verstanden, sich mit den Nazis zu arrangieren, ohne selbst Nationalsozialist zu sein. […] Absolut richtig ist, dass mein Onkel Kontakte zum Ministerpräsidenten Klagges unterhalten hat. Das geschah im Rahmen seines sicherlich zu kritisierenden Arrangements mit der damals herrschenden Partei. Zutreffend ist auch, dass mein Onkel nach dem Krieg mit Group Captain Hicks enge Verbindungen unterhielt. Dies beruhte ebenfalls auf seinen Bestrebungen, sich mit den jeweils herrschenden Persönlichkeiten zu verständigen. Wer sehr hehre Gedanken pflegt, wird das zu Recht kritisieren; wer grundsätzlich in ähnlicher Weise vorgeht, wird dies durchaus anders sehen können.“

2017 gab der Wallstein Verlag das Buch Curt Mast. Ein Unternehmer in der Politik (Autor: Thomas Klingebiel) heraus, in der das politische und unternehmerische Wirken Masts vor, während und nach dem Zweiten Weltkrieg behandelt wird.

## Wandel der Markenführung
In den 1990er Jahren wurde die Mast-Jägermeister AG mit sinkenden Absätzen konfrontiert. Um diesem Negativtrend entgegenzuwirken, vollzog die Marke Jägermeister Ende der 1990er Jahre einen Wandel der Markenführung, um eine neue Zielgruppe zu gewinnen und gleichzeitig die bestehende beizubehalten. Durch die erfolgreiche Neuausrichtung konnte ein jüngeres Kundensegment erschlossen und ein Imagewandel vollzogen werden.
Die Zielgruppe von Jägermeister stellten bis zum Ende der 1990er Jahre hauptsächlich Personen im Alter von über 55 Jahren dar, die den Kräuterlikör vorzüglich als „Magenbitter“ zu Hause konsumierten. Dadurch war Jägermeister als „Altherrengetränk“ bekannt. Das Unternehmen stand in dieser Zeit vor schwerwiegenden Herausforderungen: Der demografische Wandel ließ die Verwenderschaft zunehmend schrumpfen, ausländische Lifestyle-Getränke wie Bacardi oder Absolut Vodka prägten neue Konsum- und Trinkgewohnheiten und überdies herrschte eine allgemeine Konsumschwäche in der Gesellschaft. Um langfristig wettbewerbsfähig zu bleiben, wurde versucht, durch eine radikale Neuausrichtung eine zusätzliche Zielgruppe zu erschließen und das Markenimage zu verändern.
Um das Bestehen am Markt zu sichern, sollte der Kräuterlikör in der Club- und Eventszene unter dem Slogan „Achtung wild!“ etabliert werden. Dadurch sollte zusätzlich zur bestehenden Zielgruppe ein neues Kundensegment erschlossen werden: Akquiriert werden sollten jüngere und eher männliche Konsumenten „zwischen 18 und 39 Jahren aus dem Selbstverwirklichungs- und Unterhaltungsmilieu“. Das Produkt Jägermeister sollte zudem in einem neuen Umfeld als Außer-Haus-Produkt konsumiert werden. Als wichtigster Distributionsweg wurde dabei die Gastronomie identifiziert. Im Zuge der Neuausrichtung sollte die Marke mit den Attributen authentisch, selbstbewusst, wild und kantig assoziiert werden. Als Kommunikationsinstrument sollte das Symbol des Hubertushirsches genutzt werden, welches als „Marken-Autorität“ etabliert werden sollte.
Trotz der angestrebten Verjüngung wurde eine Aufrechterhaltung der Markenidentität und die damit verbundene Tradition angestrebt. Um dies zu gewährleisten, wurden elementare Markenattribute wie die Flasche, Rezeptur, die Farbe Orange und Symbolik (Hubertushirsch) beibehalten. So sollte zudem der Erhalt der bestehenden Zielgruppe gesichert werden. 2016 wurde das Design der Flaschen dennoch leicht überarbeitet.

### Umsetzung und Kommunikationsinstrumente
Bei der Neuausrichtung der Marke wurde bewusst auf eine reine Inszenierung der Marke in Partysituationen verzichtet. Stattdessen wurde ein integriertes Marketingkonzept entwickelt, bei dem die Unternehmenswebsite als Knotenpunkt dient. Durch das neue Konzept sollte die Zielgruppe nun neben der klassischen Fernsehwerbung auch über Promotionaktionen und Point-of-Sale-Maßnahmen erreicht werden. Zudem bediente sich das Marketing der nicht-klassischer Werbemaßnahmen, indem junge Nachwuchstalente aus der Rockszene systematisch gesponsert wurden.
Die Fernsehwerbung wurde kurz gestaltet, dafür aber sehr frequentiert geschaltet. In den Spots dienten die beiden witzigen und selbstironischen Hirsche Rudi und Ralph als Markenbotschafter, die mit teils ernst gemeinten Hinweisen („eiskalt als Shot auf Partys“) das Produkt anpriesen. Auf diese Art und Weise konnte das Unternehmen die Bekanntheit des Logos steigern und es zugleich zeitgemäß und jünger positionieren. Der Werbeslogan „Achtung wild!“ wurde bei den Spots konsequent eingesetzt.
Promotion-Aktionen wurden direkt in der avisierten Party-Szene platziert. So wurde das Produkt seit 2000 aktiv durch sogenannte „Jägerettes“ (junge, in Orange leicht bekleidete Frauen) vermarktet, indem die Werber Gästen in Bars, Clubs oder Biergärten eiskalte Jägermeister-Kurze spendierten. Dadurch konnte der potentiellen neuen Zielgruppe direkt die neue Verwendungsart (Shot) zugänglich gemacht werden.
Kunden sollten über On-Pack-Promotions in Form von CDs, DVDs, T-Shirts oder Fußbällen zum Kauf des Produktes animiert werden.
Um das Image-Profil der Marke zu schärfen, wurde zusätzlich auf Event- und Musikbandsponsoring gesetzt. Es wurden vor allem Rockbands unterstützt, um Jägermeister mit dem Lebensgefühl, das mit dem Genre verbunden wird, zu koppeln und um eine generationsübergreifende Zielgruppe anzusprechen. Zudem richtete Jägermeister eigene Open-Air-Events, wie seit 2004 jährlich die „Jägermeister Rock:Liga“ oder „Orange Events“, aus.
Das Unternehmen veranstaltete zusätzlich interne Wettbewerbe und ähnliche Marketingaktionen über Soziale Medien und über die Jägermeister-Website. 2008 wurde beispielsweise die „Miss-Jägermeister“-Wahl über die Plattform studiVZ und die Unternehmenswebsite ins Leben gerufen, mit dem Ziel, eine eigene Online-Community, die mit gezielten Marketingaktivitäten konfrontiert werden kann, aufzubauen. Weitere Aktionen waren die „Miss-Arsch-Geweih“-Wahl 2004 oder virtuelle Pinkelspiele auf der Website.

### Erfolg
Durch verschiedene Marketinginstrumente konnte der weltweite Umsatz der Jägermeister-Mast SE von 182 Mio. Euro (1998) auf 568 Mio. (2015) gesteigert werden. Zudem konnte allein zwischen 2002 und 2005 ein Absatzsteigerungszuwachs im Lebensmitteleinzelhandel von 24 % (ohne Aldi) erzielt werden. Jägermeister exportierte 2016 in mehr als 100 Länder weltweit; der Auslandsanteil am Gesamtabsatz lag 2016 bei knapp 80 %. Der Kräuterlikör „Jägermeister“ war im Jahr 2015 die wertvollste deutsche Spirituosenmarke. Besonders in den USA ist Jägermeister sehr populär geworden.

## Jüngere Marketingmaßnahmen

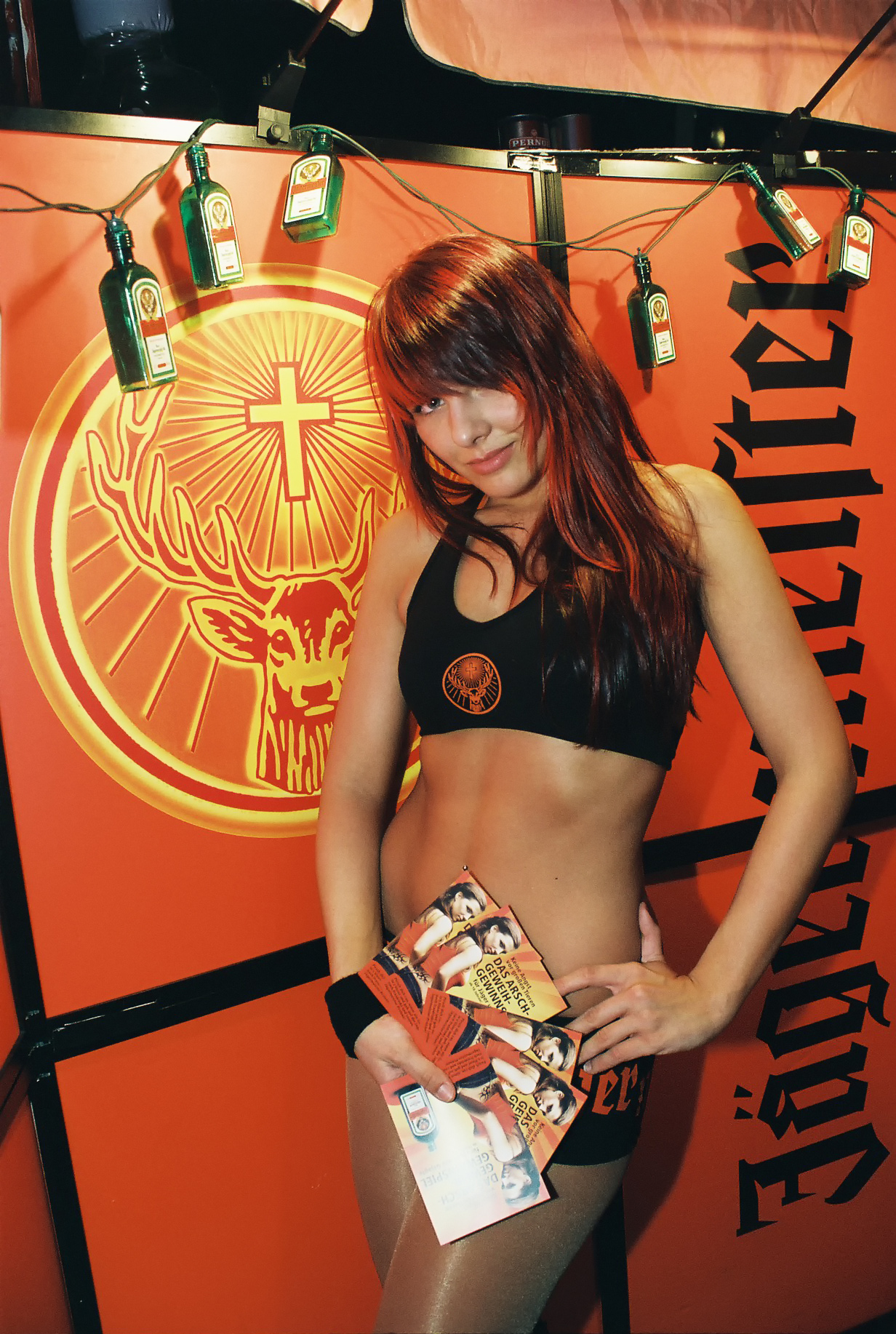
Jägermeister warb auch mit „Miss-Arschgeweih-Wahlen“.

In einer Werbekampagne von 2008 wurde ein fiktives Getränk namens kein Jägermeister beworben.
Im Werbespot 2015 wurde der Slogan „Wer, wenn nicht wir“ und der Song Ventilator von Die Orsons verwendet.
Während der COVID-19-Pandemie stellte der Spirituosenhersteller dem Klinikum Braunschweig 50.000 Liter Alkohol zur Herstellung von Desinfektionsmitteln zur Verfügung. Damit wollten sie nach eigenen Aussagen einen Beitrag zur Bekämpfung des SARS-CoV-2-Virus leisten.
Im Herbst 2019 brachte Jägermeister seine erste Streetwear-Kollektion heraus. Diese beinhaltete Socken, Kapuzenpullover, T-Shirts sowie Hosen.
Seit der Pandemie wirbt Jägermeister mit „Save-the-night“ und Kooperationen mit vielen internationalen Musikern wie Post Malone.

## Markenrechtsstreit
2006 legte Mast-Jägermeister beim Deutschen Marken- und Patentamt (DPMA) Einspruch gegen die Eintragung der Wortmarke Hirschkuss für den Kräuterlikör der bayerischen Hirschkuss-Genussmanufaktur ein. Auch die Darstellung eines Hirsches in der Hirschkuss-Bildmarke wurde angefochten. Begründet wurde dies unter anderem mit Ähnlichkeiten zum Hubertushirsch der Marke Jägermeister. Das DPMA wies den Einspruch 2007 zurück.
Der Fall sorgte für bundesweites Medienecho, nachdem das TV-Magazin quer des Bayerischen Rundfunks über den Likörstreit berichtet hatte. Auch überregionale Zeitungen wie Süddeutsche Zeitung, Die Welt oder Neue Zürcher Zeitung griffen die Geschichte auf und verschafften dadurch Hirschkuss und dessen Herstellerin Petra Waldherr-Merk große Aufmerksamkeit. Die Auseinandersetzung endete, als Mast-Jägermeister 2009 die Eintragung einer neuen Hirschkuss-Bildmarke nicht weiter beanstandete.
2012 ging das Unternehmen Mast-Jägermeister juristisch gegen die Eintragung der Wortmarke „Hirschrudel“ vor, unter der der Unternehmer Dirk Verpoorten mit dem Spirituosenvertrieb Seven Spirits einen Kräuterlikör vertreiben wollte. Nachdem ein Widerspruch gegen die Markeneintragung zunächst zurückgewiesen worden war, da keine Verwechslungsgefahr bestehe, verklagte Mast-Jägermeister seinen Wettbewerber, der den Likör Hirschrudel zwischenzeitlich auf den Markt gebracht hatte, im Oktober 2014 vor dem Landgericht Hamburg und gewann in erster Instanz. Gegen das Urteil hat die Gegenseite im Januar 2016 Berufung vor dem Hanseatischen Oberlandesgericht Hamburg eingelegt.

## Sport-Sponsoring

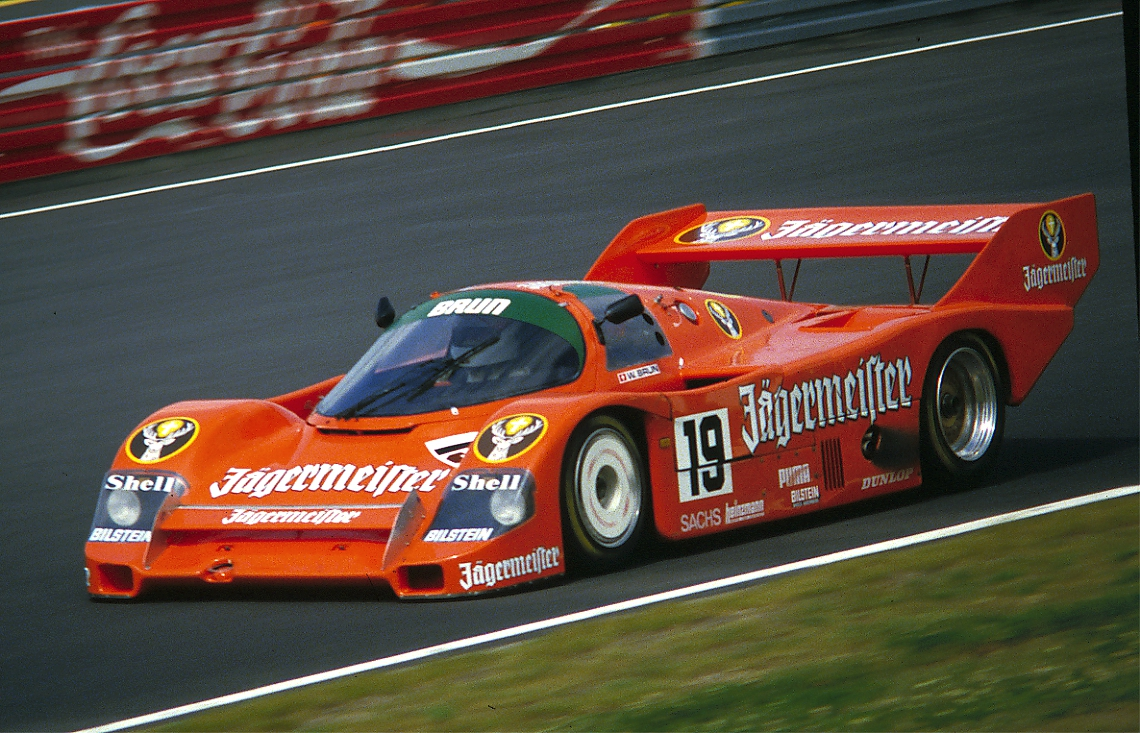
Porsche 956 C von Brun Motorsport mit Jägermeister-Sponsoring

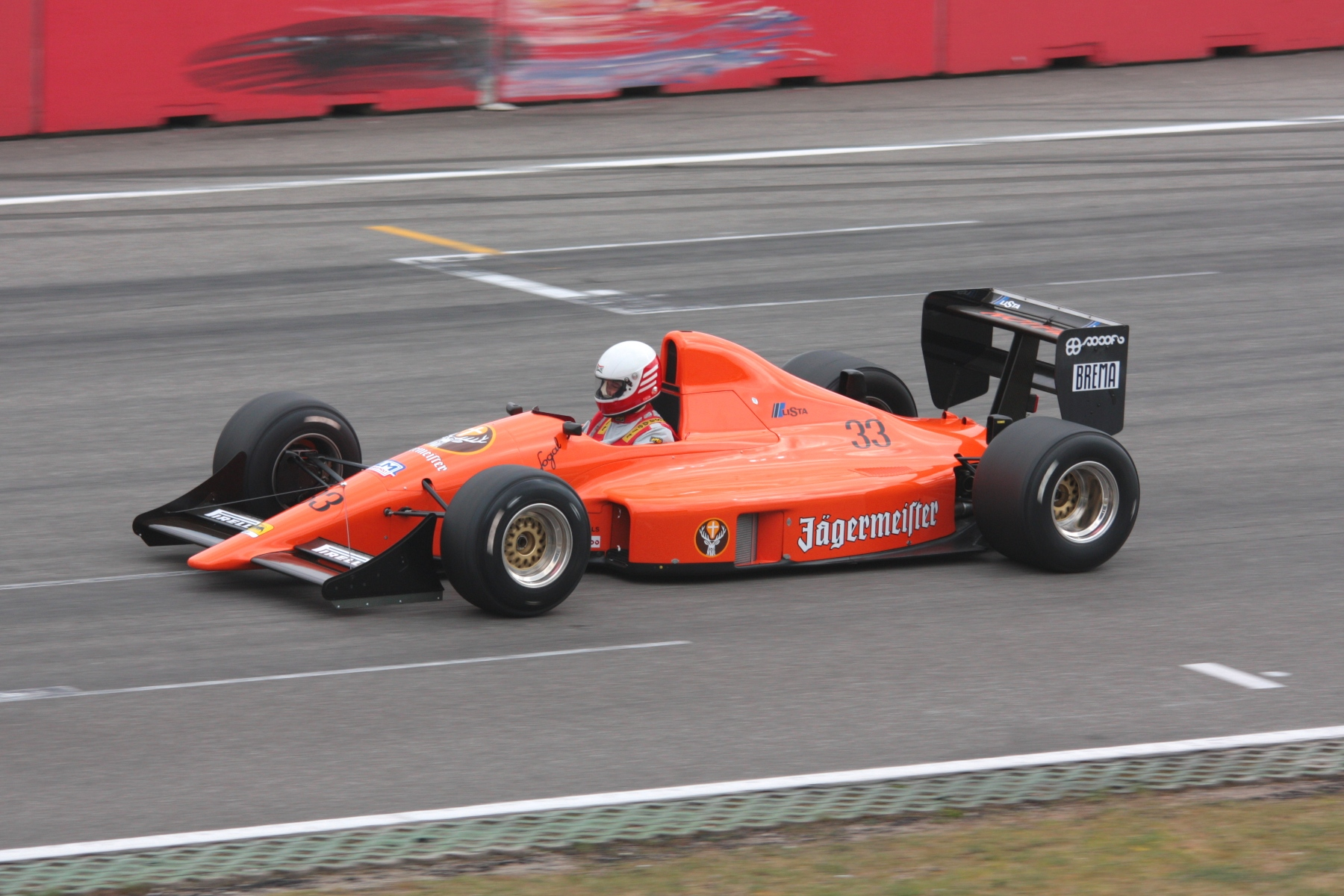
Jägermeister in der Formel 1: Werbung auf einem EuroBrun ER189 (1989)

1971 wurden Reiter Hans Günter Winkler für eine Million D-Mark zwei Pferde gekauft und auf den Namen „Jägermeister“ getauft.
Jägermeister schrieb 1973 Sponsorgeschichte, als Eintracht Braunschweig von Jägermeister als erste deutsche Fußballmannschaft gesponsert wurde und in der Fußball-Bundesliga mit Trikotwerbung spielte. Dies war nur unter Umgehung der Regeln des DFB möglich: Die Eintracht übernahm das Firmenlogo von Jägermeister als Vereinswappen und konnte so „legal“ werben.
Bei der Fußball-Weltmeisterschaft 1978 schaltete Jägermeister für eine Million D-Mark Bandenwerbung.
Von 1972 bis 2000 trat das Unternehmen auch als Sponsor im internationalen Automobilsport auf. Die ersten Jägermeister-Autos waren im dezenteren Grün lackiert, später in Orange, um die Werbewirksamkeit der Fahrzeuge zu erhöhen. Von Anfang an konnte mit Ex-Weltmeister Graham Hill ein populärer Werbeträger in der europäischen Formel 2 gewonnen werden. Später fuhren auch Hans-Joachim Stuck und Jochen Mass in der Formel 2 unter Jägermeister-Werbung. Engagements in der Formel 1 hatten mit kurzen Auftritten 1974 und 1989 (letzteres beim schweizerisch-italienischen Team EuroBrun) eher Seltenheitswert.
Auch in der Deutschen Rennsport-Meisterschaft (DRM) und verschiedenen internationalen Langstreckenrennen wurden in den 1970er- und 1980er-Jahren Rennwagen mit der typischen orangefarbenen Jägermeister-Lackierung eingesetzt, etwa Porsche 911 Carrera RSR, Porsche 934, Porsche 935, Porsche 956 C, Porsche 962, Alfa Romeo GTA und diverse BMW 2002 und BMW 320. Als Mitte der 1980er-Jahre die DTM als Nachfolgeserie der DRM geschaffen wurde, war Jägermeister wieder dabei. Partner war anfangs BMW, später Opel und Alfa Romeo. Im ersten Jahr der modernen Deutsche Tourenwagen-Masters 2000 fuhr mit dem Opel Astra V8 Coupé von Éric Hélary der vorerst letzte auffallend orange Rennwagen mit Jägermeister-Unterstützung. Grundsätzlich wird ein erneutes Engagement des Unternehmens im Rennsport aber nicht ausgeschlossen.
Auch im Tischtennissport trat Jägermeister als Sponsor auf. Von 1977 bis 1981 spielte TTC Jägermeister Calw in der Bundesliga; Weltklassespieler wie Dragutin Šurbek wurden verpflichtet. 1981 wurde die Profiabteilung von Calw aufgelöst.
In den letzten Jahren distanziert man sich allerdings vom Sport-Sponsoring, denn „Alkohol und aktiver Sport gehören nicht zusammen“.

## Cocktails
- Ein Schnapsglas Jägermeister und ein Red Bull (oder anderer Energydrink) ergeben einen Flying Hirsch (fliegender Hirsch) oder Turbojäger. Im englischen Sprachraum wird dieser Cocktail auch Jägerbomb genannt, der aber ursprünglich mit einem Bier gemixt wurde.
- In ein Highball-Glas 5cL Jägermeister, 12 cL Ingwerlimonade, zwei Limettenspalten, eine Gurke und ein paar Eiswürfel geben. Dieser Cocktail wird Jägermeister Mule genannt.

## Verwendung in der Musik
- Das Cover der Single Zehn kleine Jägermeister der Rockband Die Toten Hosen, die im Jahr 1996 veröffentlicht wurde, zeigt eine Karikatur des Jägermeister-Logos.
- Im Jahre 2018 erschien das Lied Jägermeister des norwegischen Duos Da Tweekaz.
- 2019 erschien von der finnischen Folk-Metal-Band Korpiklaani der Titel Jägermeister.
- Jared Hasselhoff, ehemaliges Mitglied der Bloodhound-Gang, veröffentlichte 2022 mit den weiteren Interpreten Pazoo, Schalldicht und Tittikakka das Lied Jägermeister.
- Die englische Oi!- und Streetpunkband Tattoed Motherfuckers veröffentlichte auf ihrem 2007 erschienenen Album Sex, Thugs & Rock'n'Roll den Jägermeister-Song.